# Al-Dżadida (Maharda)
Al-Dżadida (arab. الجديدة) – miejscowość w Syrii, w muhafazie Hama. W 2004 roku liczyła 2166 mieszkańców.